# La notte dei mille gatti
La notte dei mille gatti (La noche de los mil gatos) è un film del 1972 diretto da René Cardona Jr.. 
La pellicola, di produzione messicana, fa parte di una vera e propria "gattomania" che in quegli anni si diffuse nel mondo del cinema con titoli come Il gatto a nove code di Dario Argento, Il terrore negli occhi del gatto di David Lowell Rich e La morte negli occhi del gatto di Antonio Margheriti.

## Trama
Ugo è un ragazzo ricchissimo di una nobile famiglia messicana che passa le sue giornate facendo la spola tra Acapulco, Città del Messico e il suo castello. Approfittando di tutti i lussuosi mezzi che la sua condizione agiata gli concede e della sua attraente e carismatica figura, riesce facilmente a fare colpo sulle belle ragazze. Una volta conquistate vengono invitate nella sua romantica dimora dove, con la complicità del suo domestico Dorgo, vengono puntualmente uccise. Il folle scopo di tutto questo è alimentare la raccolta di teste che il pazzo playboy conserva nel suo castello. Il corpo delle vittime, infatti, viene in parte bruciato, in parte dato in pasto alle migliaia di striduli gatti rinchiusi nei sotterranei, mentre le teste vengono conservate sotto spirito, una accanto all'altra, in bella mostra nella stanza degli orrori dove è custodita la sua spaventosa collezione. Dopo aver sconfitto Ugo ad una partita di scacchi anche Dorgo finisce in pasto al branco di gatti segregati. L'allucinante stile di vita del folle seduttore ha termine quando una ragazza catturata riesce a fuggire e a liberare i feroci felini pronti, a questo punto, a consumare una terribile vendetta.

## Produzione

### Regia
In questa pellicola il regista affronta per la prima volta il tema degli animali assassini che riprenderà in alcuni suoi lavori successivi come Tintorera, Cyclone e Uccelli 2 - La paura.

### Cast
Nello scegliere il cast il regista sembra lasciare intendere la sua volontà di dare ai suoi lavori un respiro più internazionale cosa che poi effettivamente farà nel prosieguo della sua carriera. Tra le donne presenti infatti solo Tere Velázquez è messicana mentre Anjanette Comer è statunitense, Zulma Faiad argentina, Christa Linder tedesca e Barbara Angely austriaca. Per il ruolo del playboy assassino si affida invece a Hugo Stiglitz attore che diverrà il personaggio simbolo della sua filmografia.

### Riprese
Le riprese sono avvenute in Messico e più precisamente ad Acapulco, Città del Messico e nel Desierto de los Leones.

## Promozione
- I manifesti e le locandine usate per la promozione del film all'epoca della sua diffusione nelle sale cinematografiche italiane sono state curate dal celebre illustratore Luciano Crovato.[4]
- "Solo chi è di pietra non avrà paura di questo supervietato" è lo slogan usato per pubblicizzare il film sulle locandine inserite nelle pagine dedicate alla programmazione cinematografica dei quotidiani dell'epoca.[5]
- Negli Stati Uniti invece per fare colpo sul pubblico i distributori misero in piedi una campagna promozionale dove si assicurava una sepoltura gratuita a chi fosse deceduto per spavento durante la visione del film.[6]

## Distribuzione
Il film è stato distribuito nelle sale cinematografiche italiane nel settembre del 1975. Data la distribuzione differenziata tra la provincia e le grandi città, il film viene promosso nell'estate del 1976 nei trailer delle neonate televisioni private romane, per poi essere trasmesso a qualsiasi ora dalle medesime nel 1978.

### Data di uscita
Le date di uscita internazionali nel corso degli anni sono state:
- 3 agosto 1972 in Messico (La noche de los mil gatos)
- Novembre 1974 in USA (The Night of a Thousand Cats)
- 25 aprile 1975 in Germania Ovest (Die Rache der 1000 Katzen)
- 20 settembre 1975 in Italia

### Divieti
Nelle sale cinematografiche italiane il film è stato vietato ai minori di 18 anni con il visto censura nº 67039 del 2 settembre 1975.

### Edizione italiana
Come consuetudine dell'epoca, alcuni nomi sono stati cambiati nella distribuzione italiana per dare un tono internazionale:   il regista René Cardona Jr. è accreditato come Harry Stewart, così come lo sceneggiatore Mario A. Zacarias diventa Mario Marzac.

### Edizioni home video
- Nel 2010 la Stormovie distribuisce per la prima volta in Italia il film in DVD. In questa edizione è presente un formato video 4:3 e 2 tracce audio: italiano e spagnolo.
- Una nuova versione in DVD è stata distribuita nel 2012 dalla Cult Video con un formato video in 16:9 e una sola traccia audio in italiano.
- In alcune edizioni video USA oltre a The Night of a Thousand Cats il film è stato distribuito anche con il titolo Blood Feast.
- "Prega di avere 7 vite..." è lo slogan presente sulla cover dei DVD italiani che, a sua volta, riprendono fedelmente quello presente sul DVD per il mercato nordamericano "Prey you have nine lives".

## Accoglienza

### Critica
In un breve articolo apparso sul quotidiano Stampa Sera all'epoca dell'uscita del film nelle sale cinematografiche viene liquidato semplicemente come un horror all'americana.